# Lophius
Cá chày (Danh pháp khoa học: Lophius) đôi khi còn gọi là cá thầy tu, cá cóc là một chi cá trong họ Lophiidae. Nhiều loài trong số chúng ăn được, đặc biệt là món gan cá chày. Có người gọi là monkfish hay anglerfish trong tiếng Anh. Thông thường chúng là sản phẩm đánh bắt phụ của những tàu lưới kéo đáy, được bán dưới dạng nguyên con hoặc fillet. Monkfish là loài cá câu thể thao được ưa thích, nó ăn cả mồi giả hoặc mồi sống nhỏ.

## Đặc điểm
Ở vùng nước phía nam nước Úc, chúng sống ở độ sâu 400 – 900 mét, có thể dài đến 70 cm và nặng ít nhất 8 kg. Chi cá này có cơ thịt và mùi vị độc đáo. Thịt dễ nhai và mùi vị nhẹ, hơi ngọt làm nó rất được ưa thích và được xem là " tôm hùm của người nghèo". Cá này sống ở biển Địa Trung Hải và cả hai phía của Đại Tây Dương, có trọng lượng trung bình khoảng 5 kg.
Phần thịt phía đuôi là quan trọng nhất của cá, thịt cá này có thể thay thế cho một số món ăn nơi tôm hùm được đòi hỏi. Thịt màu trắng, cơ thịt chắc, khó vỡ thành mảnh khi nấu nướng. Rất thích hợp với mọi cách nấu nướng, và thịt có đặc tính giống như thịt tôm hùm. Monkfish được bán tươi, đông lạnh hoặc xông khói và thường được bỏ đầu, bỏ da, còn đuôi hoặc dạng fillet. Monkfish có mùi vị đại dương, không có mùi tanh của cá.
Cá chày có vẻ ngoài rất đáng sợ như là sự kết hợp giữa một chiếc nắp bồn cầu và khuôn mặt kinh dị của sát thủ Freddy Kruger, chẳng khác nào một bóng ma lướt trong màn đêm tối tăm của biển cả. Loài cá này nổi tiếng với việc nằm bất động ngụy trang dưới một lớp cát mỏng và chờ đợi kẻ xấu số bơi ngang qua rồi bất thình lình đớp lấy. Tuy nhiên, chúng còn được biết đến với khả năng lao vọt lên không trung để "săn" các loài chim biển.

## Các loài
Tất cả có 07 loài được ghi nhận trong chi này:
- Lophius americanus Valenciennes, 1837 (American angler)
- Lophius budegassa Spinola, 1807 (Blackbellied angler)
- Lophius gastrophysus A. Miranda-Ribeiro, 1915 (Blackfin goosefish)
- Lophius litulon D. S. Jordan, 1902 (Yellow goosefish)
- Lophius piscatorius Linnaeus, 1758 (Angler)
- Lophius vaillanti Regan, 1903 (Shortspine African angler)
- Lophius vomerinus Valenciennes, 1837 (Devil anglerfish)
- †Lophius brachysomus Agassiz, 1835 (Monte Bolca, or Eocene anglerfish)

## Chế biến
Giữ cá lạnh sau khi mua và đừng để cá lâu mà không đông lạnh. Để bảo quản cá, bỏ bao gói, rửa sạch với nước lạnh, lau khô bằng khăn giấy. Cá dễ hư hoảng khi nằm trong nước của chính nó, vì thế nên đặt nó trên rổ thưa và có đá viên, chứa trong ngăn đông lạnh. Có thể bảo quản cá theo cách này trong hai ngày. Để nấu cá monkfish thành công là đừng nấu quá chín, khi thịt cá tươi chuyển sang mờ đục và còn nhiều nước bên trong thịt cá là được. 